# Фріц Фрауенгайм
Фріц Герман Гюнтер Фрауенгайм (нім. Fritz Hermann Günter Frauenheim; 9 березня 1912, Берлін — 28 вересня 1969, Гамбург) — німецький офіцер-підводник, фрегаттен-капітан крігсмаріне. Кавалер Лицарського хреста Залізного хреста.

## Біографія
10 жовтня 1930 року вступив на службу у ВМФ. Служив на лінійному кораблі «Шлезвіг-Гольштейн» і легкому крейсері «Карлсруе». В січні 1936 року переведений в підводний флот. У 1936-37 роках — 1-й вахтовий офіцер підводного човна U-25. 1 жовтня 1937 року призначений командиром підводного човна U-21, на якому зробив 5 походів, в основному в Північному морі (провівши в морі в цілому 72 дня). 6 січня 1940 року здав командування, а 11 березня прийняв підводний човен U-101 (Тип VII-C). В ході 4 походів (100 днів) потопив 14 кораблів. 
18 листопада 1940 року здав командування і в грудні направлений інструктором в 2-у підводну навчальну дивізію. З вересня 1941 року командував 23-ю, а з травня 1942 року — 29-ю флотилією. У травні 1945 року інтернований союзниками. В лютому 1946 року звільнений. 

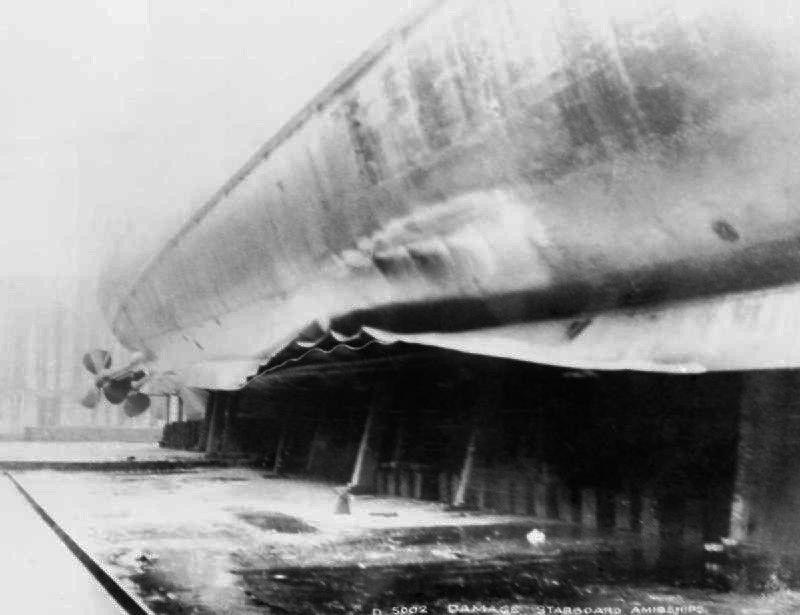
Пошкодження крейсера «Белфаст», завдані магнітною міною, встановленою човном Фрауенгайма.

Всього за час бойових дій потопив 19 кораблів загальною водотоннажністю 78 248 брт і пошкодив 2 корабля водотоннажністю 15 655 брт.
| Дата              | Назва країни                          | Тип               | Тоннаж | Вантаж | Екіпаж | Загинули | Країна             | Конвой |
| ----------------- | ------------------------------------- | ----------------- | ------ | --- | ------ | -------- | ------------------ | ------ |
| 21 листопада 1939 | HMS Belfast (C35) (пошкоджений міною) | Легкий крейсер    | 11,500 | | ?      | 1        | Британська імперія |        |
| 1 грудня 1939     | Mercator                              | Торговий пароплав | 4,260  | Генеральні вантажі, у тому числі 1270 тонн кави, кукурудзи, пшениці, льону, казеїну та арахісового борошна | 36     | 1        | Фінляндія          |        |
| 21 грудня 1939    | Mars                                  | Торговий пароплав | 1,475  | Вугілля | 19     | 18       | Швеція             |        |
| 21 грудня 1939    | Carl Henckel                          | Торговий пароплав | 1,352  | Вугілля | 17     | 10       | Швеція             |        |
| 24 лютого 1940    | Royal Archer (підірвався на міні)     | Торговий пароплав | 2,266  | 630 тонн генеральних вантажів                                                                              | 27     | 0        | Британська імперія | FN-100 |
| 30 травня 1940    | Stanhall                              | Торговий пароплав | 4,831  | 7630 тонн цукру-сирцю і 350 тонн цибулі                                                                    | 37     | 1        | Британська імперія |        |
| 31 травня 1940    | Orangemoor                            | Торговий пароплав | 5,775  | 8150 тонн залізної руди                                                                                    | 40     | 18       | Британська імперія | HG-31F |
| 2 червня 1940     | Polycarp                              | Торговий пароплав | 3,577  | 900 тонн пробки, 500 тонн бразильських горіхів, 80 тонн гуми і 50 тонн шкур                                | 43     | 0        | Британська імперія |        |
| 11 червня 1940    | Mount Hymettus                        | Торговий пароплав | 5,820  | Баласт | 24     | 0        | Королівство Греція |        |
| 12 червня 1940    | Earlspark                             | Торговий пароплав | 5,250  | 7500 тонн вугілля                                                                                          | 38     | 7        | Британська імперія |        |
| 14 червня 1940    | Antonis Georgandis                    | Торговий пароплав | 3,557  | Кукурудза і пшениця                                                                                        | ?      | 0        | Королівство Греція |        |
| 16 червня 1940    | Wellington Star                       | Торговий теплохід | 13,212 | Морожені і генеральні вантажі                                                                              | 69     | 0        | Британська імперія |        |
| 19 серпня 1940    | Ampleforth                            | Торговий пароплав | 4,576  | Баласт | 38     | 9        | Британська імперія | OA-199 |
| 28 серпня 1940    | Elle                                  | Торговий пароплав | 3,868  | Дерев'яні катушки                                                                                          | 29     | 2        | Фінляндія          | SC-1   |
| 1 вересня 1940    | Efploia                               | Торговий пароплав | 3,867  | Баласт | 27     | 0        | Королівство Греція | OB-205 |
| 12 жовтня 1940    | Saint-Malô                            | Торговий пароплав | 5,779  | 7274 тонни генеральних вантажів, у тому числі сталь і зерно                                                | 44     | 28       | Канада             | HX-77  |
| 18 жовтня 1940    | Creekirk                              | Торговий пароплав | 3,917  | 5900 тонн залізної руди                                                                                    | 36     | 36       | Британська імперія | SC-7   |
| 18 жовтня 1940    | Blairspey (пошкоджений)               | Торговий пароплав | 4,155  | 1798 стандартів деревини                                                                                   | 34     | 0        | Британська імперія | SC-7   |
| 19 жовтня 1940    | Assyrian                              | Торговий пароплав | 2,962  | 3700 тонн зерна                                                                                            | 51     | 17       | Британська імперія | SC-7   |
| 19 жовтня 1940    | Soesterberg                           | Торговий пароплав | 1,904  | 790 сажнів ямкового реквізиту                                                                              | 25     | 6        | Нідерланди         | SC-7   |

## Звання
- Кандидат в офіцери (1 квітня 1930)
- Кадет (10 жовтня 1930)
- Фенріх-цур-зее (1 січня 1932)
- Обер-фенріх-цур-зее (1 квітня 1934)
- Лейтенант-цур-зее (1 жовтня 1934)
- Оберлейтенант-цур-зее (1 червня 1936)
- Капітан-лейтенант (1 квітня 1939)
- Корветтен-капітан (1 квітня 1943)
- Фрегаттен-капітан (1 грудня 1944)

## Нагороди
- Медаль «За вислугу років у Вермахті» 4-го класу (4 роки; 2 жовтня 1936)
- Медаль «У пам'ять 1 жовтня 1938» (20 грудня 1938)
- Іспанський хрест в бронзі (6 червня 1939)
- Залізний хрест
  - 2-го класу (2 жовтня 1939)
  - 1-го класу (7 листопада 1939)
- Лицарський хрест Залізного хреста (29 серпня 1940) — за потоплення 10 ворожих кораблів (51 375 брт) і пошкодження крейсера «Белфаст».
- Орден Римського орла, лицарський хрест (Італія; 1 листопада 1941)
- Хрест «За військові заслуги» (Італія) (1 листопада 1941)
- Німецький хрест в золоті (23 листопада 1944)